# Laplands regionsforvaltning
Laplands regionsforvaltning (svensk: Lapplands regionförvaltningsverk eller Regionförvaltningsverket i Lappland, finsk: Lapin aluehallintovirasto) er den regionale statsforvaltning, der ligger længst mod nord i Finland. 
Den 1. januar 2010 blev Laplands len nedlagt, og lenets hidtidige opgaver blev delt mellem Laplands regionsforvaltning og de nyoprettede Erhvervs-, trafik- og miljøcentraler. 

## Geografisk område
Regionsforvaltningens hovedkontor ligger i Rovaniemi. Regionsforvaltningen dækker ét af Finlands landskaber (svensk navn i parentes): 
- Lappi (Lappland)

Der hører 21 kommuner under regionsforvaltningen, heraf 4 bykommuner (markeret med fed skrift) – svensk navn i parentes:
| - Enontekiö (Enontekis) - Inari (Enare) - Kemi - Kemijärvi - Keminmaa - Kittilä - Kolari | - Muonio - Pelkosenniemi - Pello - Posio - Ranua - Rovaniemi - Salla | - Savukoski - Simo - Sodankylä - Tervola - Tornio (Torneå) - Utsjoki - Ylitornio (Övertorneå) |

## Erhvervs-, trafik- og miljøcentraler
En Erhvervs-, trafik- og miljøcentral (svensk: närings-, trafik- och miljöcentralen (ntm-centralen, ntm), finsk: elinkeino-, liikenne- ja ympäristökeskus (ely-keskus, ely)) har tre ansvarsområder. Det er:
- erhverv, arbejdskraft, kompetencer og kultur
- trafik og infrastruktur
- miljø og naturressourcer

Centralen i Rovaniemi (Lappi) tager sig af alle tre ansvarsområder, mens centralen i Kemi (mod sydvest i Lappi) har et ansvarsområde.